# Llista de topònims de Sant Genís de Fontanes
Llista de topònims (noms propis de lloc) de Sant Genís de Fontanes (Rosselló).
Informació actualitzada per un bot. Els canvis manuals es perdran quan s'actualitzi!

## Misc
| imatge | Nom                                             | Ubicat a                                                      | instància de                          | Detalls                                                                                    | coordenades | Protecció                   | Commons (més fotos)                                             | Dades a WD                    |
| ------ | ----------------------------------------------- | ------------------------------------------------------------- | ------------------------------------- | ------------------------------------------------------------------------------------------ | --- | --------------------------- | --------------------------------------------------------------- | ----------------------------- |
|        | Cabanes                                         | Rosselló Sant Genís de Fontanes                               | localitat                             |                                                                                            | 42° 34′ 00″ N, 2° 55′ 24″ E / 42.566672222222°N,2.9232416666667°E 33.9 msnm                                                                           |                             |                                                                 | Modifica les dades a Wikidata |
|        | Cercle Alfons Mias                              | Sant Genís de Fontanes                                        | organització sense ànim de lucre      |                                                                                            | 42° 32′ 12″ N, 2° 55′ 13″ E / 42.53662°N,2.920189°E ca:Vil·la Sant Jordi, Carrer de Georges Brassens, 9                                               |                             |                                                                 | Modifica les dades a Wikidata |
|        | Claustre del monestir de Sant Genís de Fontanes | Sant Genís de Fontanes                                        | jardí de rector claustre              |                                                                                            | 42° 32′ 36″ N, 2° 55′ 19″ E / 42.54333°N,2.92206°E monestir de Sant Genís de Fontanes                                                                 |                             | Cloître de Saint-Génis-des-Fontaines                            | Modifica les dades a Wikidata |
|        | Puig d'en Trilles                               | Sant Genís de Fontanes la Roca d'Albera                       | muntanya                              |                                                                                            | 42° 33′ 01″ N, 2° 55′ 52″ E / 42.550138888889°N,2.9311388888889°E 40 msnm                                                                             |                             |                                                                 | Modifica les dades a Wikidata |
|        | Ribera de Vilallonga                            | Vilallonga dels Monts Sant Genís de Fontanes la Roca d'Albera | curs d'aigua                          | Llarg: 10.6km                                                                              | 42° 29′ 36″ N, 2° 54′ 22″ E / 42.49333333333333°N,2.906111111111111°E 42° 33′ 39″ N, 2° 56′ 05″ E / 42.560833333333335°N,2.9347222222222222°E         |                             |                                                                 | Modifica les dades a Wikidata |
|        | Santa Coloma de Cabanes                         | Sant Genís de Fontanes                                        | església Ús: església                 | Estil: art preromànic                                                                      | 42° 33′ 59″ N, 2° 55′ 28″ E / 42.566361111111°N,2.9245555555556°E fr:Domaine de Cabanes 33.7 msnm                                                     | monument històric catalogat | Chapelle Sainte-Colombe des Cabanes (Saint-Génis-des-Fontaines) | Modifica les dades a Wikidata |
|        | Tec                                             | Pirineus Orientals                                            | riu                                   | Desemboca: mar Mediterrània Llarg: 84.1km Conca: 721km²                                    | 42° 35′ 25″ N, 3° 02′ 42″ E / 42.59027778°N,3.045°E 42° 25′ 22″ N, 2° 19′ 20″ E / 42.4229°N,2.3223°E 42° 35′ 21″ N, 3° 02′ 42″ E / 42.5893°N,3.0451°E |                             | Tech (river)                                                    | Modifica les dades a Wikidata |
|        | casa de la vila de Sant Genís de Fontanes       | Sant Genís de Fontanes                                        | instal·lació Ús: seu del govern local |                                                                                            | 42° 32′ 42″ N, 2° 55′ 24″ E / 42.545124959177°N,2.92328320001625°E fr:AV OLYMPE DE GOUGES, 66740 SAINT-GENIS-DES-FONTAINES                            |                             | Town hall of Saint-Génis-des-Fontaines                          | Modifica les dades a Wikidata |
|        | cementiri de Sant Genís de Fontanes             | Sant Genís de Fontanes                                        | cementiri                             |                                                                                            | 42° 32′ 24″ N, 2° 55′ 13″ E / 42.5401°N,2.9202°E |                             |                                                                 | Modifica les dades a Wikidata |
|        | església abacial de Sant Genís de Fontanes      | Sant Genís de Fontanes                                        | església abacial                      |                                                                                            | 42° 32′ 35″ N, 2° 55′ 19″ E / 42.543131°N,2.921911°E monestir de Sant Genís de Fontanes                                                               |                             | Abbey church of Saint-Génis-des-Fontaines                       | Modifica les dades a Wikidata |
|        | monestir de Sant Genís de Fontanes              | Sant Genís de Fontanes                                        | abadia                                | Estil: art preromànic 8th century 9th century 12nd century Dedicat a: Sant Miquel Arcàngel | 42° 32′ 37″ N, 2° 55′ 19″ E / 42.543519444444°N,2.9220638888889°E 54 msnm                                                                             | monument històric catalogat | Abbaye de Saint-Génis-des-Fontaines                             | Modifica les dades a Wikidata |